# 旱滩坡墓群
旱滩坡墓群，位于中国甘肃省武威市凉州区，为一个全国重点文物保护单位，类型为古墓葬。
旱滩坡墓群的历史年代为汉、魏晋、十六国。